# 黃國輝 (導演)
黃國輝（英語：Wong Kwok Fai，？12月24日—），香港導演，無綫電視監制及導演，曾任香港電視總導演，電影導演。無綫電視有一同名同姓編劇黃國輝，與導演黃國輝並不是同一人。

## 背景
黃國輝生於1950年代，在廣東省台山市出生，有2兄2妹。他早年在台山祖屋生活，父親從事粵劇戲班工作，精通文、武藝，是廣東畫虎名家。由於時局改變，黃國輝在大約8至9歲時隨家人偷渡至澳門龍鳳客棧，再暫居親戚位於香港的寓所。數年後，家人為黃國輝申請往美國讀書，結果他可遠赴佛羅里達州求學（親戚當中有人是長居美國的華僑），同時在餐館當服務生。在大學階段，有意從醫和對生物學感興趣的黃國輝初年修讀醫科，至二年級時礙於多花時間與女友交往，終在三年級時轉讀海洋生物學學士。而大學畢業後，他跟來自台灣的大學同學獲一位南美洲華僑邀請，赴南美洲養殖魚蝦，然而工作了一後時間便基於不想遠走他鄉而另覓出路。
1978年因杜琪峯結婚，黃國輝回到香港參與其婚禮。期間一班朋友，包括周潤發、林嶺東等人有意出資由黃國輝在美國開設餐廳。但因黃覺得演藝行業有趣味，於是留在香港當了數次臨時演員，然後回美報讀一個電影製作碩士學位。當他完成有關課程後，他到無綫電視應徵幕後出崗位。其時製作總監劉天賜聘用他為導演，初期主要為當時令電視台蝕本的明珠台進行推廣，並以「The Pearl Watcher Touch」為口號改革明珠台和在1981年至1982年推出了「明珠K-100」項目。及後黃國輝拍攝了3條短片，最後於紐約電視電影節中悉數獲得獎項。直至1986年，戲劇組把他調過來製作電視劇集，首個參與編導的作品是1986年的《大班密令》。黃國輝在電視台發展事業的同時，在外接洽很多電影幕後製作工作。1990年拍畢《午夜太陽》未幾，他已心生離意，最終決定轉往電影界發展，為新藝城執導電影如《財叔之橫掃千軍》，又協助杜琪峯拍攝《阿郎的故事》。
1989年，銀都機構因為六四事件而暫停旗下公司的拍攝計劃，黃國輝被迫停工。雖然如此，甘國亮當年邀請他加入衛視中文台（現為鳳凰衛視），任職節目及廣播組主管。入職期間，他曾參與維持音樂電視網（MTV）失去衛星電視播放權後的形象策劃項目，且打造了 Channel [V] 頻道。後來，黃國輝加入台灣的電影唱片公司。涉足音樂界的因由起自他執行「明珠K-100」項目時，發現有不少製作質素好的音樂錄像礙於電視音樂節目設有播放量上限而未能全數播出。他曾向無綫電視提議撥出資源開創「VJ」節目來播放那些音樂錄像，卻未獲接納，繼而善用沒有用工作棚的時間，與音樂人周功成找來香港商業電台唱片騎師 Mike Souza，以色鍵方式播出有關音樂錄像。1993年前後，黃國輝應杜琪峯邀請出任銀河映像及金鱗娛樂總經理一職，管理發行、藝人、經理人等部門。隨著1997年金融風暴影響電影市場走勢，碰巧有獵頭公司羅致黃國輝，黃國輝便出任百代唱片 (台灣)董事總經理（以台灣企業角度而言所指的是managing director）。他在當地建立音樂事業時期，為歌手張宇的一首名曲填詞但告訴台灣填詞人十一郎不要公開其填詞人身份。另外，他也為張宇監製〈別來無恙〉等歌曲及製作「整個八月」一類專輯。
1997年至1998年，黃國輝重返無綫電視，導演電視劇集，2012年曾短暫離巢為香港電視總導演，2014年轉為自由身，回巢無線電視升任監制。

## 個人生活
黃國輝曾經結婚，於1980年代末離婚，與前妻育有1子1女；兒子是香港樂隊Dear Jane成員黃天翱（Tim），媳婦是前藝人楊洛婷。

## 電視劇

### 無綫電視

#### 編導
- 1986年：《大班密令》
- 1987年：《鄭成功》
- 1988年：《名門》
- 1988年：《當代男兒》
- 1989年：《豪情》
- 1989年：《俠客行》
- 1990年：《我本善良》
- 1990年：《午夜太陽》
- 1998年：《外父唔怕做》
- 1998年：《難兄難弟之神探李奇》
- 1999年：《人龍傳說》
- 2000年：《緣份無邊界》
- 2000年：《廟街·媽·兄弟》
- 2001年：《情牽百子櫃》
- 2003年：《衛斯理》
- 2003年：《英雄·刀·少年》
- 2003年：《非常外父》
- 2004年：《十兄弟》
- 2004年：《天涯俠醫》
- 2005年：《酒店風雲》
- 2007年：《師奶兵團》
- 2007年：《歲月風雲》
- 2007年：《名媛望族》
- 2008年：《師奶股神》
- 2012年：《飛虎》
- 2013年：《好心作怪》
- 2013年：《東坡家事》
- 2013年：《超能老豆》
- 2016年：《律政強人》
- 2021年：《刑偵日記》
- 2022年：《法證先鋒V》

#### 監製
- 2023年：《香港人在北京》
- 2024年：《法證先鋒VI：倖存者的救贖》
- 待播：《夫妻的博弈》

### 香港電視
- 2015年：《選戰》
- 2015年：《夜班》

## 電影作品
| 年份 | 名稱     | 職務 | 職務 | 職務 | 備註 |
| 年份 | 名稱     | 導演 | 編劇 | 監製 | 備註 |
| ---- | -------- | ---- | ---- | ---- | ---- |
| 2016 | 此情此刻 | 是   | 否   | 否   |      |
| 2017 | 鬼網     | 是   | 否   | 否   |      |
| 2020 | 一級指控 | 是   | 否   | 否   |      |

## 常用主要演員
只計在任總導演/電影導演時期，含參與客串，%為TVB合約藝人，*為前TVB合約藝人，#為星夢娛樂唱片合約藝人，括號內為最近參與的演出作品。
2部
- 陳家樂* 《一級指控》
- 張建聲 《一級指控》

1部
- 馬貫東% 《刑偵日記》
- 楊潮凱% 《刑偵日記》
- 袁偉豪% 《刑偵日記》
- 黃智雯% 《刑偵日記》
- 王敏奕# 《刑偵日記》
- 王浩信% 《刑偵日記》
- 姜皓文* 《刑偵日記》
- 黎諾懿% 《刑偵日記》
- 張達倫% 《刑偵日記》
- 黃嘉樂% 《刑偵日記》
- 戴祖儀# 《刑偵日記》
- 陳煒% 《刑偵日記》
- 菊梓喬# 《刑偵日記》
- 連詩雅# 《刑偵日記》
- 傅嘉莉% 《刑偵日記》
- 江嘉敏% 《此情此刻〉
- 蔣祖曼* 《鬼網》

## 外部連結
- 黃國輝在香港影庫上的簡介
- 黃國輝在豆瓣上的资料（简体中文）
- 黃國輝在互联网电影资料库（IMDb）上的資料（英文）